# Artur Loureiro

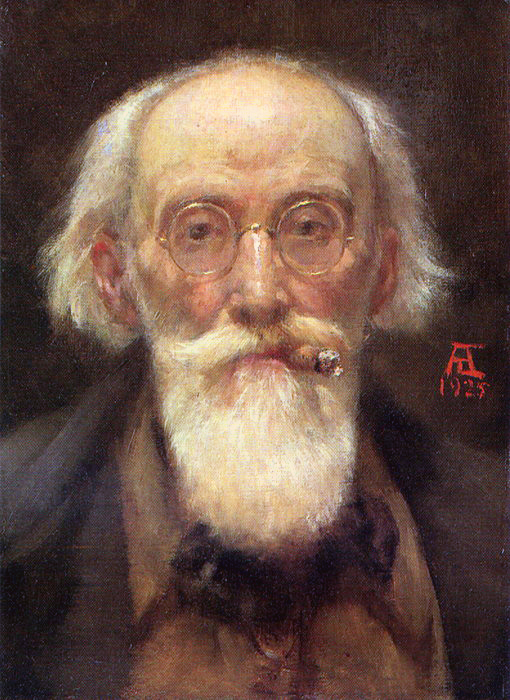
Selbstporträt (1925)

Artur José de Sousa Loureiro (* 11. Februar 1853 in Porto; † 8. Juli 1932 in Terras de Bouro) war ein portugiesischer Maler, der für seine Landschaften, Tierdarstellungen und Porträts bekannt wurde.

## Leben
Artur Loureiro wurde 1853 in der Rua Bonjardim in Porto geboren und studierte zunächst Zeichnen und Malerei bei António José da Costa. Später besuchte er die Kunstakademie in Porto, wo er bei João António Correia studierte.

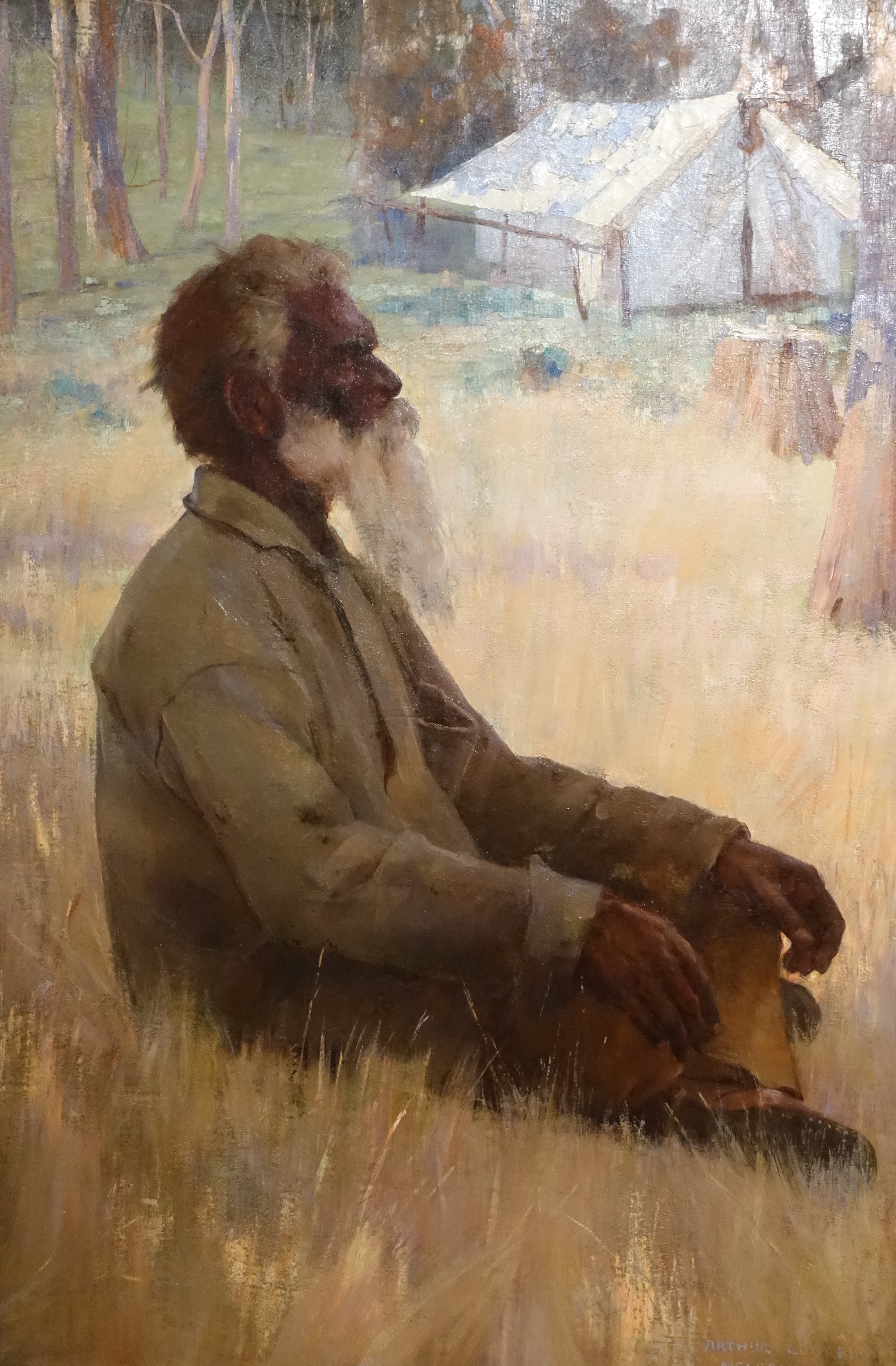
Régulo Australiano, 1900. Museu Nacional de Soares dos Reis, Porto

1873 bewarb er sich erstmals um ein Stipendium für Paris, verzichtete jedoch zugunsten seines Freundes Silva Porto. Zwei Jahre später bewarb er sich erneut, diesmal für Rom, erhielt jedoch eine Absage. Dank der Unterstützung des Mäzens Delfim Guedes konnte er die Reise dennoch antreten und wurde 1876 in Rom in den „Künstlerkreis“ aufgenommen. 1879 erhielt er schließlich ein Stipendium für Paris, wo er an der École des Beaux-Arts bei Alexandre Cabanel studierte. In Paris stellte Artur Loureiro regelmäßig im Salon und in der Galerie Goupil in London aus. Er heiratet die aus Australien stammende Marie Huybers, die er in seinem Werk O Descanso do Artista porträtiert. Das Paar hat zwei Kinder.
Aufgrund gesundheitlicher Probleme zog Loureiro 1884 nach Melbourne, Australien. Dort trat er der Australian Art Association bei, die später mit der Victorian Artist’s Society fusionierte. Er unterrichtete an der Presbyterian Ladies' Academy und verkaufte Kunstwerke an wohlhabende Sammler. Er erhielt zahlreiche Auszeichnungen, darunter Goldmedaillen in Melbourne und London. Zu seinen bekanntesten Werken zählen Die Vision des heiligen Stanislaus von Kostka und Der Tod des Burke.
Nach der Jahrhundertwende kehrte Loureiro nach Porto zurück und gründete eine Kunstschule im Kristallpalast der Stadt. Seine Werke wurden in Lissabon und Porto ausgestellt, und ein Selbstporträt wurde von den Uffizien in Florenz erworben. Loureiro starb am 7. Juli 1932 in Terras de Bouro.

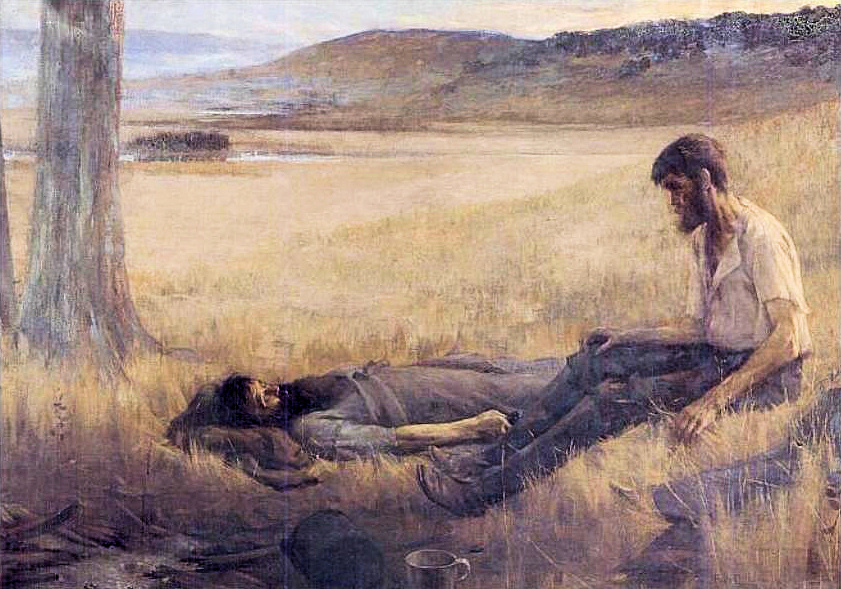
Death of Burke, 1892. Privatsammlung

Seine Gemälde sind in zahlreichen Museen vertreten, darunter das Nationalmuseum Soares dos Reis in Porto, das Chiado-Museum in Lissabon und die National Gallery of Victoria in Melbourne.

## Death of Burke
Arthur Loureiros Gemälde Death of Burke (1892) stellt einen wichtigen Moment der australischen Geschichte dar, indem es den tragischen Tod von Robert O’Hara Burke zeigt, dem Leiter der unglücklichen Burke and Wills Expedition (1860–1861). Die Expedition, die Australien von Melbourne bis zum Golf von Carpentaria durchqueren sollte, endete aufgrund schlechter Planung, schwieriger Bedingungen und mangelnder Versorgung in einer Katastrophe. Loureiros Werk konzentriert sich auf den Tod von Burke, einem der beiden Anführer, und vermittelt ein Gefühl für die Isolation und den Kampf, dem die Entdecker im Outback ausgesetzt waren.
Das Gemälde spiegelt die nationale Bedeutung der Expedition wider und symbolisiert sowohl den Ehrgeiz als auch die Gefahren bei der Erforschung des australischen Hinterlandes. Die dramatische Darstellung der letzten Momente Burkes zeigt ihn auf dem Boden liegend, umgeben von einer weiten, erbarmungslosen Landschaft. Sein erschöpfter Zustand und die trostlose Umgebung unterstreichen die Härte der Reise, und Loureiro fängt die Verletzlichkeit und Hoffnungslosigkeit ihres Unterfangens ein.
Das im realistischen Stil gehaltene Gemälde ist eine emotionale Hommage an Burke und seine Expedition, die zu einem Symbol für Ausdauer und Tragik in der australischen Geschichte geworden ist.

## Einzelausstellungen
- 1920: Lissabon
- 1929: Porto, Mestre Artur Loureiro, Salão Silva Porto
- 1953: Lissabon, Marques d'Oliveira [e] Artur Loureiro : dois naturalistas, Museu Nacional de Arte Contemporânea
- 2010: Porto, Museu Nacional de Soares dos Reis, 17.12. 2010 bis 24.4. 2011